# Luchtsport

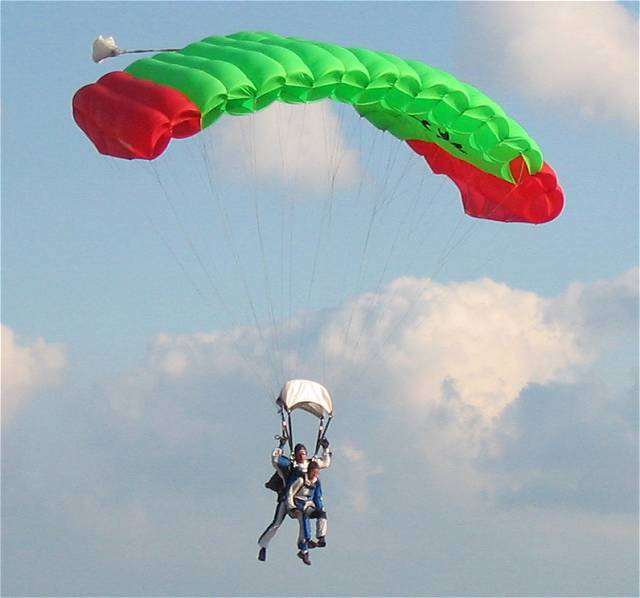
Vlucht met een tandemparachute

Luchtsport (ook sportluchtvaart) maakt deel uit van de algemene luchtvaart en beschrijft alle soorten sportactiviteiten met of in vliegtuigen, evenals aanschaf, exploitatie en onderhoud. 

## Lichter dan lucht
- ballonvaren
- luchtschipvaart

## Zwaarder dan lucht
- met gemotoriseerd vliegtuig: 
  - vliegtuigvoortstuwing
  - kunstvliegen

- met zweefvliegtuigen: 
  - zweefvliegen
  - overlandvliegen
  - Kunstvliegen

- met luchtsportuitrusting: 
  - ultralicht motorluchtvaartuig
  - deltavliegen
  - parapente
  - parachutespringen of valschermspringen

- modelvliegtuig